# Евлампиев, Сергей Николаевич
Сергей Николаевич Евлампиев (род. 29 марта 1980, Владимир) — полковник Вооружённых сил Российской Федерации, активный участник второй чеченской войны и аннексии Крыма Россией, Герой Российской Федерации (2015).

## Биография
Родился 29 марта 1980 года в городе Владимир. После окончания в 1997 году средней школы был призван на службу в Вооружённые силы Российской Федерации. В 2002 году окончил Рязанское гвардейское высшее воздушно-десантное командное училище, после чего был направлен для дальнейшего прохождения службы в 76-ю гвардейскую воздушно-десантную дивизию, которая в 2006 году была переименована в десантно-штурмовую. Активно участвовал в восстановлении конституционного порядка в Чеченской Республике в ходе второй чеченской войны.
При формировании 1 декабря 2014 года 175-го отдельного разведывательного батальона 76-й гвардейской десантно-штурмовой дивизии был назначен его командиром. Активный участник проведения специальных операций, в ходе которых проявил мужество и героизм. В том числе в составе своей дивизии участвовал в аннексии Крыма Россией. 3 февраля 2015 года закрытым указом Президента Российской Федерации был удостоен звания Героя Российской Федерации с вручением медали «Золотая Звезда». Годом позже его батальон был награждён Георгиевским знаменем — старейшей наградой для подразделений российской армии, восстановленной в России после распада СССР.
С 2016 года живёт и служит в Москве. Активно участвует в различных мероприятиях как в качестве почётного гостя, так и непосредственного участника, в том числе посвящённых годовщинам аннексии Крыма Россией, а также в проводимых Российской ассоциацией Героев Вахтах Героев Отечества.
В 2020 году командовал гвардейским Кубанским казачьим десантно-штурмовым полком.
За многочисленные боевые заслуги удостоен ряда медалей, в том числе «За отвагу» и Жукова.